# 軽便探信儀
軽便探信儀（けいべんたんしんぎ）は、大日本帝国海軍が開発した艦艇搭載用の水中探信儀（アクティブ・ソナー）。

## 開発の経緯
太平洋戦争中、日本海軍はアメリカ海軍の潜水艦による通商破壊に対抗するため、1943年（昭和18年）頃から対潜哨戒用の特設艦艇や木造駆潜艇を多数建造したが、それまで使用されていた九三式水中探信儀の生産能力はこれら艦艇の建造ペースに追従できず、また昇降装置が複雑で入渠期間が長く重量も大きかったことから工事に掛かる手間も大きかった。そのためより簡便で装備も容易な探信儀が求められ､「仮称・機雷探知機」を出発点に､イギリスのASDICの指示方式と装備法を模倣して､機雷を対象とする代わりに潜水艦用として使用するための所要の改造を施したものが軽便探信儀として採用された。
本器は角型磁歪式送受波器を採用した探信・聴音兼用装置で、真空管式に代わる蓄電器放電による減衰発振式の発振器を用い、また表示装置は記録器のみ、操縦装置は昇降旋回ともに手動による極めて簡便な物だった。このため製造・装備ともに容易で、1943年（昭和18年）末から1944年（昭和19年）にかけて小規模な造船所で徴用漁船を改装した特設艦艇・木造駆潜艇などの小舟艇を対象に多数装備された。

## 装置概要
本機は発振器から送受波器へ瞬間的に大電流を流す事で水中に超音波を発し、反響音または推進器音等を受振した際に発生する電圧を受振器で増幅して記録器に出力する事で視覚による距離の読取りと探知物体の虚実の判定を行うと共に､附属の受聴器により推進器音等を聴取する事で水中の潜水艦を捜索する物だった。
本機の中枢である記録器は発振器の発振を管制し､モーターで回転する4本の記録ペンにより反響音を記録紙に記録するもので､記録範囲は0～500m、0～1000m、1000～2000mで､記録器の距離転換器を操作して切換えた。この装置は艦橋にある送受波器の操縦装置のすぐ側に装備され､操作員は反響記録を見ながら送受波器を旋回させて記録が最も濃くなる方向を捜索する事で目標の方向を決定した。
発振器は24Vを電源とする電圧2000V､出力200Wの小型高圧発電機により蓄電器に充電し､発振の際に接触器 により瞬間的に大電流を放電し、送受波器の振動板を機械的に駆動させて超音波を発する減衰波方式を採用していた。受振器は送受波器が反響音または推進器音等を受振した際に発生する電圧を高周波3段増幅して整流し､記録紙に印加する装置であり､また高周波2段目から分岐してヘテロダイン検波の後に低周波一段増幅して聴音に供するものでもあった。
発振器による誘導の影響を防止するために､発振器と受振器は出来るだけ距離を離した状態で兵員室に装備され､また受振器は振動の少ない場所を選んで取り付ける事とされた。
送受波器はAF合金を使用した磁歪式振動子2個を密接して上下に並べた物で、共振周波数は14.5kHzで最大外径は320㎜以内となっていた。いずれの振動子にも発振・受振の各巻線があり､発振時に流れる大電流により各振動子の受振巻線に誘起される大電圧による悪影響が起こらないように､電圧を互いに打消し合うように接続された特殊な巻線法がとられており、これによって送受継電器を不要としていた。
機能や構造が若干異なる数種の派生型が存在し、最初に開発された物を「一型」､これの記録範囲を0〜1,000m､0〜2,500mに変更した物を「一型改ー」、記録器を一型および同改一の回転式から直線式に変更した物を「二型」（24V用）、「三型」（100V用）と呼称した。
|               |               | 一型             | 二型             | 三型             |
| 装備艦種      | 装備艦種      | 小舟艇           | 小舟艇           | 小舟艇           |
| ------------- | ------------- | ---------------- | ---------------- | ---------------- |
| 周波数（kHz） | 周波数（kHz） | 14.5             | 14.5             | 14.5             |
| 探知能力（m） | 探知能力（m） | 8ktで800         | 8ktで800         | 8ktで800         |
| 測距精度（m） | 測距精度（m） | ±50              | ±50              | ±50              |
| 指向性（度）  | 指向性（度）  | 18               | 18               | 18               |
| 方向精度(度)  | 方向精度(度)  | ±4               | ±4               | ±4               |
| 音波型式      | 音波型式      | 減衰波           | 減衰波           | 減衰波           |
| 発振器        | 発振器        | 蓄電器放電式     | 蓄電器放電式     | 蓄電器放電式     |
| 受信機        | 受信機        | ヘテロダイン式   | ヘテロダイン式   | ヘテロダイン式   |
| 指示方式      | 指示方式      | 記録式           | 記録式           | 記録式           |
| 送波器        | 送波器        | 磁歪式（AF合金） | 磁歪式（AF合金） | 磁歪式（AF合金） |
| 操縦装置      | 昇降          | 手動式           | 手動式           | 手動式           |
| 操縦装置      | 旋回          | 手動式           | 手動式           | 手動式           |
| 操縦装置      | 整流覆        | 手動式           | 手動式           | 手動式           |
| 電源          | 発振用        | M－G             | M－G             | M－G             |
| 電源          | 受信用        | M－G             | M－G             | M－G             |
| 電源          | 操縦用        |                  |                  |                  |
| 総重量（kg）  | 総重量（kg）  | 約500            | 約500            | 約500            |

## 探知性能
| 探知速力 | 最大探知距離 | 確実探知距離 | 最小探知距離 |
| -------- | ------------ | ------------ | ------------ |
| 0kt      | 1,500m       | 1,000m       | 100m         |
| 4kt      | 1,300m       | 800m         | 110m         |
| 8kt      | 700m         | 500m         | 150m         |